# Dit is geen kerstfilm
Dit is geen kerstfilm is een Nederlandse komische film uit 2024, geregisseerd door Michael Middelkoop naar een scenario van Lotte Tabbers en Isis Mihrimah Cabolet. De hoofdrollen worden vertolkt door Jacqueline Blom, René van Zinnicq Bergmann, Kiefer Zwart, Stefanie van Leersum, Georgina Verbaan, Barbara Sloesen en Jim Lageveen.

## Verhaal
In de aanloop naar het kerstfeest loopt er heel wat mis in de familie van Brechtje, die zelf overal gecanceld wordt. Haar man Martijn wordt verliefd op een jongere collega en denkt dat zij ook op hem verliefd is. Schoonzoon Justus is op zoek naar zijn mannelijkheid terwijl dochter Jos zichzelf als een wereldverbeteraar ziet.

## Rolverdeling
| Acteur                    | Personage         |
| ------------------------- | ----------------- |
| Jacqueline Blom           | Brechtje          |
| René van Zinnicq Bergmann | Martijn           |
| Kiefer Zwart              | Justus            |
| Stefanie van Leersum      | Jos               |
| Georgina Verbaan          | Louis             |
| Barbara Sloesen           | Bob               |
| Jim Lageveen              | Beer              |
| Laura Bakker              | Jamea             |
| Paul de Leeuw             | Kerstman          |
| Oscar Aerts               | JJ                |
| Robbert Bleij             | Aswin             |
| Tim Haars                 | Clemens           |
| Remy Bonjasky             | Ricardo           |
| Hana Hussein              | Tisja             |
| Jelle Hoekstra            | Roy               |
| Michiel Nooter            | Hans              |
| Roosmarijn Wind           | Leslie            |
| Koen Ruitenbeek           | Jarno             |
| Teun Kuilboer             | Geranimo          |
| Terence Schreurs          | Nae               |
| Dunya Khayame             | Samira            |
| Johanna Hagen             | Britt             |
| Joep Vermolen             | Wouter            |
| Stephanie Louwrier        | Robin             |
| Cheryl Ashruf             | Shurendy          |
| Dennis Rudge              | Lester            |
| Rosanne Waalewijn         | Odilia            |
| Mylène Waalewijn          | Bodil             |
| Samir Plasschaert         | Youssef           |
| Maike Meijer              | Elle              |
| Huib Cluistra             | Skip              |
| Carolien Spoor            | Demi              |
| Patricia Paay             | moeder van Demi   |
| Randy Fokke               | moeder van Merel  |
| Beaudil Elzenga           | vrouw bij bowling |
| Willem van Hanegem        | zichzelf          |

## Release
Dit is geen kerstfilm ging op 21 september 2024 in première op het Nederlands Film Festival en werd op 19 december 2024 uitgebracht op streamingdienst Prime Video. De film won drie Gouden Kalf-filmprijzen.

## Prijzen en nominaties
De belangrijkste:
| Jaar | Prijs       | Categorie       | Genomineerde(n)                      | Uitslag  |
| ---- | ----------- | --------------- | ------------------------------------ | -------- |
| 2024 | Gouden Kalf | Beste regisseur | Michael Middelkoop                   | Gewonnen |
| 2024 | Gouden Kalf | Beste scenario  | Lotte Tabbers, Isis Mihrimah Cabolet | Gewonnen |
| 2024 | Gouden Kalf | Beste bijrol    | Laura Bakker                         | Gewonnen |